# 恋愛格差
恋愛格差（れんあいかくさ）は、優れた容貌やコミュニケーション能力をもつ男女に異性が集中し、その対極にある人々にはほとんど恋愛のチャンスがないという状態を指す言葉である。

## 概論
1997年にアジア通貨危機に続いてデフレが起こり、この影響を受け翌年にかけて大手金融機関が次々に破綻し、就職氷河期が続くようになり、2000年に格差社会論が日本で注目されるようになった。フリーターやニートなどの正規雇用・非正規雇用の格差、地域格差が取りざたされ、下流社会、勝ち組・負け組といった流行語が生まれ、医療格差、健康格差、恋愛格差など、様々に格差社会論が拡大されていった。
恋愛格差論は、優れた容貌やコミュニケーション能力等を持って生まれた男女が大勢の異性の興味を独占し、恋愛による愛、幸福、快楽等が彼・彼女らのもとに集中し、『その他大勢』の男女は得ることができない、という現象に『格差社会』との類似性を見出すものである。

## 論議
厚生労働省の「第20回 生命表」によると、0歳児の段階で、男性の方が女性よりも5.4人ほど多く生まれている。徐々に差は少なくなり、50歳前後で同数、高齢者では女性の方が多くなる。つまり、結婚が多い年代である20代・30代では男性の方が多くなっており、単純に全員が結婚しても女性が足らない。但し、これは2000年代の今にはじまったことではない。そのこともあって、改めて語られることがこれまで無かっただけで「余る男性がいること」は特に新しい現象でもないとする分析もある。近年見られる高齢男性と若年女性との結婚などによって、更に先鋭化して格差が大きく広がっているのが昨今であるとする分析もある。
恋愛格差論において、中年童貞/中年処女の存在は、少子化の問題と絡めたうえで論じられることがある。

## 原因と対策
人類は多くの知識・経験・技術等を研究・継承してきているものの、恋愛においてはそういった学問が普及しておらず、また時代や環境などの変化によって魅力の定義が異なるため、努力の指針が難解であること。よって、個々人によって経験を積み学んでいくしかないため「異性から好かれる男女だけが経験を積み学ぶことができ、より異性から好かれるようになっていく」ことが、この格差が広がっていく根本的原因の１つであると、矢野優也が著書「空回りしない恋愛のすすめ」で述べている。また、容姿やコミュニケーション能力などは、個々人の努力により比較的簡単に高めることができるとも述べている。

## 影響
本田透は、恋愛格差の影響として「おたく」が否定されていると著書「電波男」で述べている。おたく＝恋愛の出来ない人間というイメージが定着し、おたくであることが人生の敗者と認識された1990年代後半から男が弱くなったとあちこちで喧伝されたという。